# Angus Imrie
Angus Imrie, född 2 augusti 1994 på Isle of Wight, är en brittisk skådespelare.
Imrie har bland annat medverkat i TV-serien Star Trek: Prodigy. Han har även medverkat i filmen Tillbaka till vildmarken.

## Filmografi (i urval)
- 2020 – The Crown (TV-serie)
- 2021 – Tillbaka till vildmarken
- 2021–2022 – Star Trek: Prodigy (TV-serie)